# Matrice quadrata
In matematica, in particolare in algebra lineare, una matrice quadrata è una matrice dotata di un numero uguale di righe e colonne, detto ordine della matrice. Viene altrimenti detta "matrice {\displaystyle n\times n}".
Si tratta del tipo più comune e più importante di matrice, l'unico su cui sono definiti concetti come determinante, traccia, autovalore. Le matrici quadrate sono utili a modellizzare le trasformazioni lineari di uno spazio vettoriale in se stesso (più precisamente, i suoi endomorfismi), le forme bilineari ed i prodotti scalari.

## Algebra di matrici

### Anello
L'insieme di tutte le matrici quadrate dello stesso ordine {\displaystyle n} a valori in un campo {\displaystyle K} fissato (ad esempio, i numeri reali o complessi) costituisce, rispetto alle operazioni di somma e di prodotto fra matrici, un anello. Eccetto il caso {\displaystyle n=1}, tale anello non è commutativo. Viene indicato generalmente con {\displaystyle M(n,K)}. 
L'elemento neutro per la somma è la matrice nulla, avente zeri ovunque. L'elemento neutro per la moltiplicazione è la matrice identità {\displaystyle I_{n}}, contenente elementi pari a 1 nella diagonale principale e elementi nulli altrove. Per esempio, se {\displaystyle n=3}:
{\displaystyle I_{3}={\begin{bmatrix}1&0&0\\0&1&0\\0&0&1\end{bmatrix}}}

### Spazio vettoriale
Considerato anche con l'operazione di moltiplicazione per scalare, l'insieme {\displaystyle M(n,K)} è anche uno spazio vettoriale su {\displaystyle K}, di dimensione {\displaystyle n^{2}}.
Le due strutture di anello e spazio vettoriale formano insieme una struttura di algebra su campo.

### Elementi invertibili
Gli elementi invertibili nell'anello si dicono matrici invertibili. Una matrice quadrata {\displaystyle A} è invertibile se e solo se esiste una matrice quadrata {\displaystyle B} tale che:
{\displaystyle AB=I_{n}=BA}
In tal caso, {\displaystyle B} è la matrice inversa di {\displaystyle A}, ed è indicata con {\displaystyle A^{-1}}.
L'insieme di tutte le matrici invertibili di tipo {\displaystyle n\times n}, dotato dell'operazione di moltiplicazione, è un gruppo, chiamato gruppo generale lineare: si tratta di un particolare gruppo di Lie.
Inoltre se {\displaystyle A} e {\displaystyle B} sono invertibili, si ha che anche la matrice {\displaystyle AB} è invertibile, e inoltre che {\displaystyle (AB)^{-1}=B^{-1}A^{-1}}.

## Autovettori e autovalori
Se {\displaystyle \lambda } è un numero in {\displaystyle K} e {\displaystyle v} è un vettore non nullo in {\displaystyle K^{n}} tali che:
{\displaystyle Av=\lambda v}
si dice che {\displaystyle v} è un autovettore di {\displaystyle A} e {\displaystyle \lambda } è l'autovalore ad esso associato..
Lo studio degli autovalori e autovettori è di fondamentale importanza in algebra lineare, e porta al concetto di diagonalizzabilità. Gli autovalori di una matrice sono le radici del suo polinomio caratteristico, definito come:
{\displaystyle p(\lambda )=\det(A-\lambda I)}

## Determinante e traccia
Il determinante di una matrice quadrata è una quantità importante che può essere definita in numerosi modi diversi, tutti equivalenti fra di loro. I determinanti caratterizzano l'invertibilità di una matrice quadrata: una matrice quadrata è invertibile se e solo se il suo determinante è non nullo.
La traccia di una matrice quadrata è la somma degli elementi della sua diagonale principale.
Il polinomio caratteristico, oltre ad essere uno strumento utile per il calcolo degli autovalori, è anche un oggetto che ha fra i suoi coefficienti il determinante, la traccia ed altri valori numerici simili.
Quando una matrice è diagonalizzabile, determinante e traccia sono rispettivamente il prodotto e la somma degli autovalori della matrice.
La funzione esponenziale di matrice è definita per matrici quadrate attraverso una serie di potenze.